# Виллиан Тиего
Виллиан Тиего де Жезус (порт. Willian Thiego de Jesus; 22 июля 1986, Аракажу, Сержипи — 28 ноября 2016, Серро-Гордо, Ла-Уньон, Антьокия, Колумбия) — бразильский футболист, выступавший на позиции центрального защитника. Погиб в авиакатастрофе BAe 146 под Медельином.

## Биография
Начинал играть в футбол в родном городе, в команде «Сержипи».
В 2006 году перешёл в «Гремио», где поначалу выступал за юношескую команду. До перехода футболист использовал имя Виллиан, но, чтобы не было путаницы с другим игроком клуба Виллианом Маграном, стал использовать второе имя Тиего. В 2007 году дебютировал в составе «Гремио» в Серии A и в своём первом сезоне принял участие в 11 матчах. 14 июня 2008 года забил свой первый гол на высшем уровне в выездном матче против «Гойяс» (3:0). В течение трёх сезонов выступал за основной состав «Гремио», в том числе принимал участие в матчах Кубка Либертадорес.
В январе 2010 года отдан в годичную аренду в японский «Киото Санга», сыграл 10 матчей в чемпионате Японии. По возвращении в Бразилию сразу отдан в аренду в «Баия».
В марте 2012 года перешёл в клуб Серии B «Сеару», где был игроком основного состава, но уже в октябре того же года покинул команду. В составе клуба стал чемпионом штата Сеара и был признан лучшим защитником чемпионата штата. В январе 2013 подписал годичный контракт с «Фигейренсе», также выступавшим в Серии B.
В январе 2014 года подписал 1,5-летний контракт с клубом премьер-лиги Азербайджана «Хазар-Ленкорань». В команде защитник отыграл календарный год, в декабре 2014 руководство клуба решило сократить зарплатную ведомость и отпустить большинство легионеров, в том числе Тиего.
В январе 2015 года подписал контракт с «Шапекоэнсе». В составе клуба сыграл 46 матчей и забил 6 голов в Серии A, а всего в официальных турнирах провёл 84 матча и забил 9 голов. В 2016 году стал чемпионом штата Катариненсе.
28 ноября 2016 года погиб в авиакатастрофе под Медельином вместе с практически всем составом и тренерским штабом клуба в полном составе, который летел на первый финальный матч ЮАК-2016 с «Атлетико Насьоналем».

## Достижения
- Чемпион штата Риу-Гранди-ду-Сул (1): 2007
- Чемпион штата Санта-Катарина (1): 2016
- Чемпион штата Сеара (1): 2012
- Обладатель Южноамериканского кубка (1): 2016